# Michel Pascal Lafitte
Pour les articles homonymes, voir Lafitte.
Michel Pascal Lafitte, né le 28 septembre 1774 à Dax (Landes), mort le 9 septembre 1839 à Saint-Vincent-de-Xaintes (Landes), est un général français de la Révolution et de l’Empire.

## États de service
Il entre en service le 19 octobre 1791, dans le 2e bataillon de volontaires des Landes, incorporé plus tard dans le 10e régiment d’infanterie de ligne. Il est nommé capitaine le 17 avril 1793, à l’Armée des Pyrénées-Occidentales, puis il passe à l’armée de l’Ouest en 1794, et à celle de Rhin et Moselle en 1796.
De 1797 à 1805, il est affecté successivement à l’armée d’Angleterre, à l’armée du Danube, à l’armée du Rhin, avant de rejoindre le camp de Saint-Omer. Il est blessé d’une balle à l’épaule droite le 5 mai 1800 à la Bataille de Moesskirch, et il est fait chevalier de la Légion d’honneur le 5 août 1804. La bravoure qu’il déploie à la Bataille d’Austerlitz le 2 décembre 1805, lui vaut le grade de chef de bataillon au 10e régiment d’infanterie de ligne sur le champ de bataille, alors que sur le brevet qui lui est remis plus tard figure la date du 3 janvier 1806.
En 1806 et 1807, il est employé à la Grande Armée et il fait la campagne de Campagne de Prusse et de Pologne. Il est blessé d’un coup de biscaïen au bras droit le 8 février 1807, à la bataille d’Eylau, et il est promu officier de la légion d’honneur le 11 juillet 1807. 
En 1808, il commande son bataillon au camp de Stettin et de Charlottembourg, et en 1809, il fait la campagne d’Autriche à la Grande Armée. Il est créé chevalier de l’Empire le 24 février 1809. Il se distingue le 22 avril 1809, à la Bataille d'Eckmühl où il reçoit une balle à la cuisse droite, et le lendemain il est nommé colonel au 72e régiment d’infanterie de ligne. Il participe avec son régiment à la bataille de Wagram les 5 et 6 juillet 1809, et le 15 août suivant l’Empereur le fait baron de l’Empire.
De 1810 à 1811, il est employé au camp de Boulogne, avant de rejoindre la Grande Armée pour la campagne de Russie. Le 17 août 1812, il est blessé d’une balle à la cuisse gauche à la bataille de Smolensk, et il est élevé au grade de commandeur de la Légion d’honneur le 2 septembre 1812. Le 9 mars 1813, il est promu général de brigade. Il fait la campagne de Saxe dans le 5e corps d’armée du général Lauriston, et il est blessé d’un coup de feu à la jambe gauche et fait prisonnier à la bataille de Leipzig le 19 octobre 1813.
De retour en France à la Première Restauration, il est fait chevalier de Saint-Louis le 19 juillet 1814, et il prend le commandement du département de l’Ardèche le 11 août 1814.
Le 6 mai 1815, il commande la 1re brigade de la 21e division du 6e corps d’armée, mais il ne participe pas à la bataille de Waterloo. Lors du licenciement général, il est autorisé à rejoindre ses foyers le 1er septembre 1815.
Il est compris comme disponible le 30 décembre 1818, et il est admis à la retraite le 1er janvier 1825.

## Dotations
- Le 15 août 1809, donataire d’une rente de 2 000 francs sur le Trasimène.
- Le 19 mars 1808, donataire d’une rente de 2 000 francs sur les biens réservés en Westphalie.

## Armoiries
| Armoiries | Nom du chevalier et blasonnement |
| --------- | --- |
|           | Chevalier Michel Pascal Lafitte et de l'Empire, lettres patentes du 24 février 1809. De gueules chapé d'argent ; le gueules au signe des chevaliers, l'argent à deux lions affrontés d'azur - Livrées : les couleurs de l'écu. |

| Figure | Nom du baron et blasonnement |
| ------ | --- |
|        | Armes du baron Michel Pascal Lafitte et de l'Empire, décret du 15 août 1809, lettres patentes du 17 mai 1810, commandeur de la Légion d'honneur Écartelé, au premier d'argent à deux lions affrontés et contre rampants d'azur ; au deuxième des barons tirés de l'armée, au troisième d'azur au soleil rayonnant d'or ; au quatrième d'or à la bande de gueules - Livrée les couleurs de l'écu . |

### Sources
- (en) « Generals Who Served in the French Army during the Period 1789 - 1814: Eberle to Exelmans »
- Thierry Pouliquen, « Les généraux français et étrangers ayant servis [sic] dans la Grande Armée » (consulté le 20 février 2014)
- « La noblesse d’Empire » (consulté le 20 février 2014)
- « Cote LH/1434/69 », base Léonore, ministère français de la Culture
- Baptiste-Pierre Courcelles, Dictionnaire historique et biographique des généraux français : depuis le onzième siècle jusqu'en 1822, vol.7, l’Auteur, 1822, 506 p. (lire en ligne), p. 101.
- (pl) « Napoléon.org.pl »
- Vicomte Révérend, Armorial du premier empire, tome 3, Honoré Champion, libraire, Paris, 1897, p. 21.